# Sara Cobo
Pour les articles homonymes, voir Cobo.
Sara Cobo de son nom complet Sara Cobo Botello, née le 24 juillet 1993 à Hermosillo au Mexique, est une actrice et chanteuse mexicaine.

## Biographie
Elle a notamment joué le rôle de Carla Vive dans la telenovela Popland!. 
Elle incarne Gloria Skyler dans la telenovela Kally's Mashup : La Voix de la pop.

## Filmographie

### Telenovela
- 2011-2012 : Popland! : Carla Vive (Rôle Principale)
- 2017 - 2019 :  Kally’s Mashup : Gloria Skyler (Rôle Principale)